# Тайрі Вашингтон
Тайрі Вашингтон (англ. Tyree Washington; нар. 28 серпня 1976) — американський легкоатлет, який спеціалізувався в бігу на короткі дистанції.

## Спортивні досягнення
Чемпіон світу з бігу на 400 метрів (2003).
Бронзовий призер чемпіоната світу в бігу на 400 метрів (1997).
Чемпіон світу в приміщенні з бігу на 400 метрів (2003) та в естафеті 4×400 метрів (2006).
Чемпіон США у бігу на 400 метрів просто неба (1997, 2003) та в приміщенні (2003).